# Somme-Bionne
Pour les articles homonymes, voir Somme et Bionne.
Somme-Bionne est une commune française, située dans le département de la Marne en région Grand Est sur le bord de la Bionne.

## Géographie
La commune est à la source de la Bionne qui conflue juste à la sortie nord-est est de la commune avec le ruisseau le Torlet, au point le plus bas de la commune à 144 mètres. Le point le plus haut est au sud-ouest, près du lieu-dit Côte d'Auve à 197 mètres (Somme = source en gaulois).

### Hydrographie
La commune est dans la région hydrographique « la Seine du confluent de l'Oise (inclus) à l'embouchure » au sein du bassin Seine-Normandie. Elle est drainée par la Bionne, le Fossé le Torlet et divers bras de la Bionne,.
La Bionne, d'une longueur de 15 km, prend sa source dans la commune  et se jette  dans l'Aisne à Vienne-la-Ville, après avoir traversé six communes. 

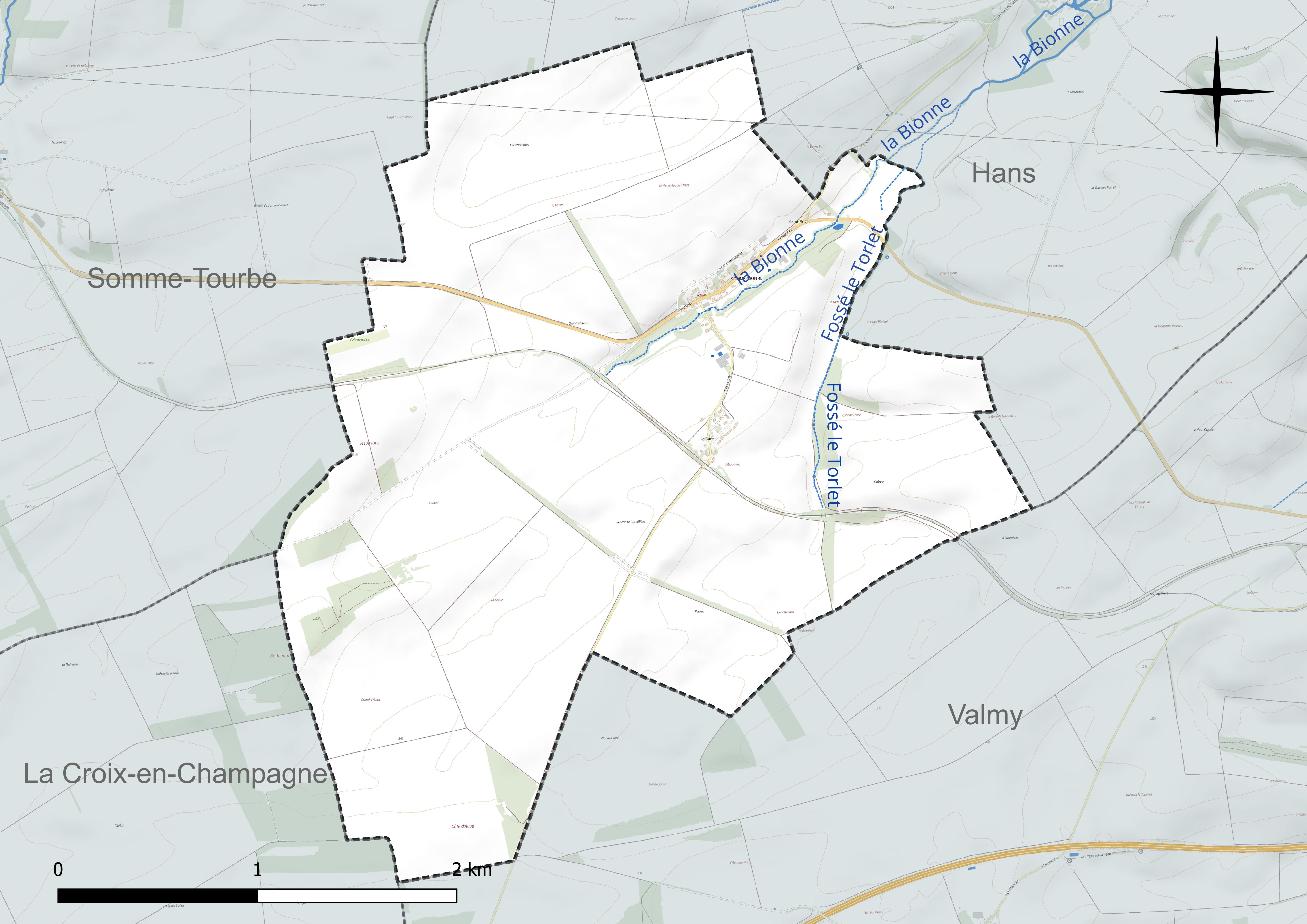
Réseau hydrographique de Somme-Bionne.

### Climat
Pour des articles plus généraux, voir Climat du Grand Est et Climat de la Marne.
En 2010, le climat de la commune est de type climat des marges montargnardes, selon une étude du Centre national de la recherche scientifique s'appuyant sur une série de données couvrant la période 1971-2000. En 2020, Météo-France publie une typologie des climats de la France métropolitaine dans laquelle la commune est exposée à un climat océanique altéré et est dans la région climatique  Nord-est du bassin Parisien, caractérisée par un ensoleillement médiocre, une pluviométrie moyenne régulièrement répartie au cours de l’année et un hiver froid (3 °C). 
Pour la période 1971-2000, la température annuelle moyenne est de 10,2 °C, avec une amplitude thermique annuelle de 16,2 °C. Le cumul annuel moyen de précipitations est de 825 mm, avec 12,7 jours de précipitations en janvier et 8,9 jours en juillet. Pour la période 1991-2020, la température moyenne annuelle observée sur la station météorologique de Météo-France la plus proche, « Argers », sur la commune d'Argers à 10 km à vol d'oiseau, est de 10,9 °C et le cumul annuel moyen de précipitations est de 739,4 mm. 
La température maximale relevée sur cette station est de 41,1 °C, atteinte le 25 juillet 2019 ; la température minimale est de −17,5 °C, atteinte le 20 décembre 2009,,. 
Les paramètres climatiques de la commune ont été estimés pour le milieu du siècle (2041-2070) selon différents scénarios d'émission de gaz à effet de serre à partir des nouvelles projections climatiques de référence DRIAS-2020. Ils sont consultables sur un site dédié publié par Météo-France en novembre 2022.

## Urbanisme

### Typologie
Au 1er janvier 2024, Somme-Bionne est catégorisée commune rurale à habitat très dispersé, selon la nouvelle grille communale de densité à sept niveaux définie par l'Insee en 2022.
Elle est située hors unité urbaine. Par ailleurs la commune fait partie de l'aire d'attraction de Châlons-en-Champagne, dont elle est une commune de la couronne,. Cette aire, qui regroupe 97 communes, est catégorisée dans les aires de 50 000 à moins de 200 000 habitants,.

### Occupation des sols
L'occupation des sols de la commune, telle qu'elle ressort de la base de données européenne d’occupation biophysique des sols Corine Land Cover (CLC), est marquée par l'importance des territoires agricoles (98,7 % en 2018), une proportion sensiblement équivalente à celle de 1990 (98,3 %). La répartition détaillée en 2018 est la suivante : 
terres arables (96 %), zones agricoles hétérogènes (2,7 %), forêts (1,3 %). L'évolution de l’occupation des sols de la commune et de ses infrastructures peut être observée sur les différentes représentations cartographiques du territoire : la carte de Cassini (XVIIIe siècle), la carte d'état-major (1820-1866) et les cartes ou photos aériennes de l'IGN pour la période actuelle (1950 à aujourd'hui).

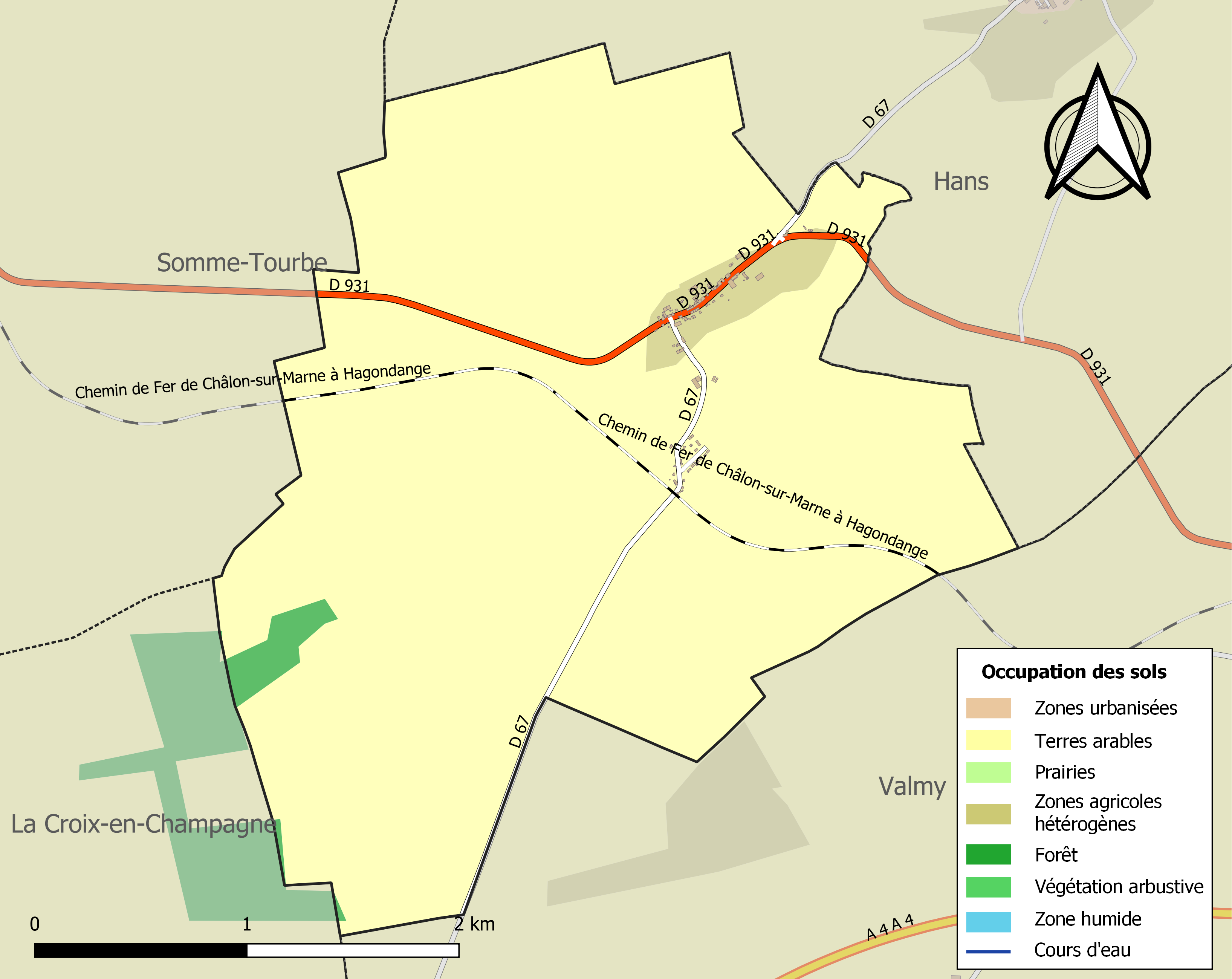
Carte des infrastructures et de l'occupation des sols de la commune en 2018 (CLC).

## Toponymie
Le nom de la localité est attesté sous les formes Sumbionne (1227) ; Sombionne (1389) ; Sommebyonne (1512) ; Sombione (1715) ; Sombiona (1775) ; Somme-Bionne (1860).

Dans la toponymie locale, les lieux appelés somme désignent une « source », pour Somme-Bionne, « source de la Bionne ». Ce nom est dérivé du latin summus ou summa (« point le plus haut ») ; la source étant le point le plus haut de la vallée.

## Histoire
Des fouilles du 13 décembre 1873 mettent au jour des sépultures gauloises au lieu-dit l'Homme mort ou la Tomelle, dont une célèbre tombe à char. Cette tombe fouillée par Léon Morel se trouvait au centre d'un cercle de 16 m de diamètre avec trois autres fouillées antérieurement. 

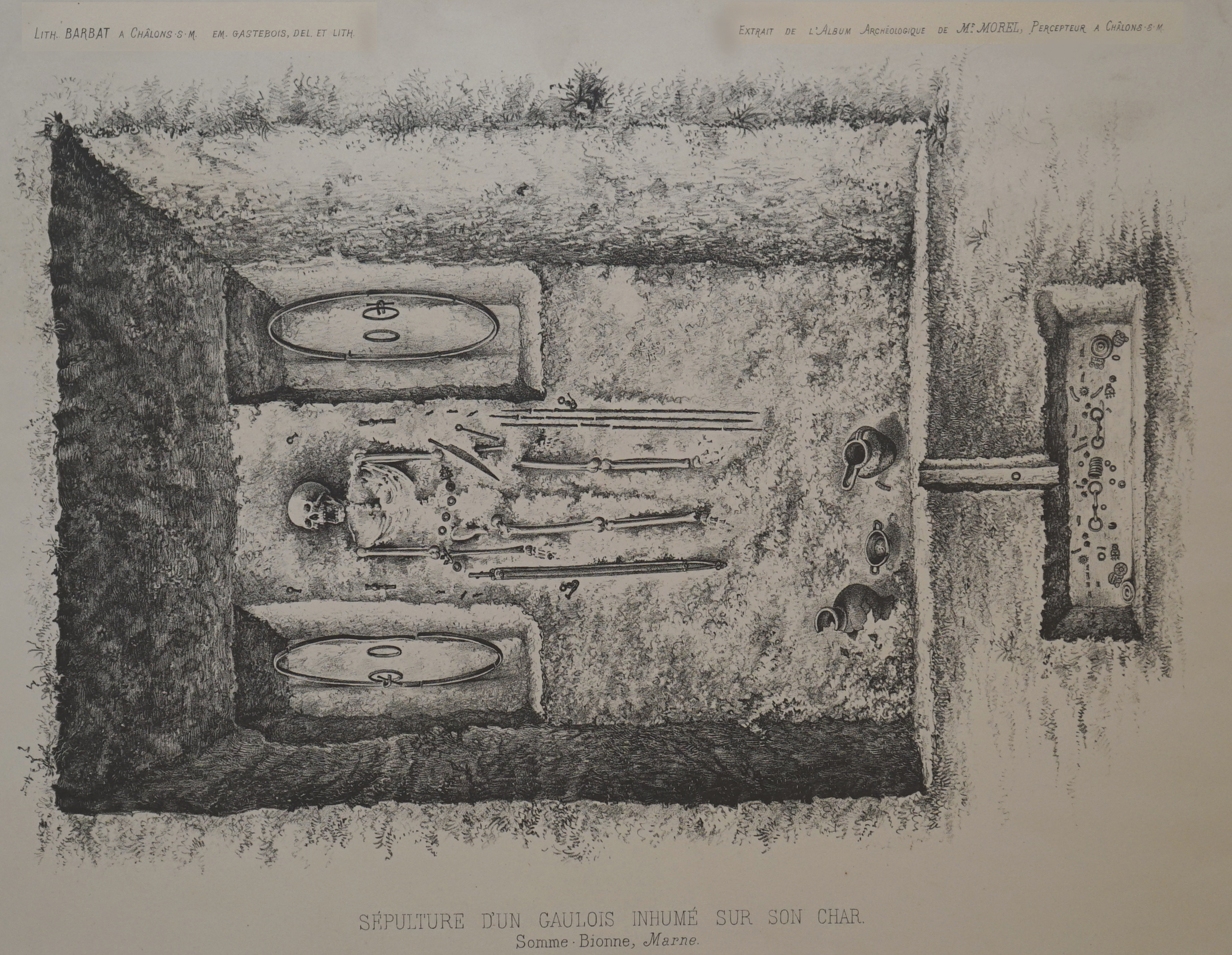
Illustration d'Émile Gastebois qui servit pour l'Encyclopædia Britannica de 1911.

## Politique et administration
Par décret du 29 mars 2017, l'arrondissement de Sainte-Menehould est supprimée et la commune est intégrée le 31 mars 2017 à l'arrondissement de Châlons-en-Champagne.

### Intercommunalité
La commune, antérieurement membre de la communauté de communes de la Région de Sainte-Menehould, est membre, depuis le 1er janvier 2014, de la CC de l'Argonne Champenoise.
En effet, conformément au schéma départemental de coopération intercommunale de la Marne du 15 décembre 2011, cette communauté de communes de l'Argonne Champenoise est issue de la fusion, au 1er janvier 2014,  de : 
- la communauté de communes du Canton de Ville-sur-Tourbe ;
- de la communauté de communes de la Région de Givry-en-Argonne ;
- et de la communauté de communes de la Région de Sainte-Menehould.

Les communes isolées de Cernay-en-Dormois, Les Charmontois, Herpont et Voilemont ont également rejoint l'Argonne Champenoise à sa création.

### Liste des maires
| Période   | Période                      | Identité              | Étiquette      | Qualité                        |
| --------- | ---------------------------- | --------------------- | -------------- | ------------------------------ |
| juin 1995 | mars 2001                    | Raymond Przybyszewski | Sans étiquette | Comptable                      |
| mars 2001 | mars 2008                    | Paul Jeny             | DVD            |                                |
| mars 2008 | En cours (au 4 juillet 2014) | Jean-François Jeny    |                | Réélu pour le mandat 2014-2020 |

## Démographie
L'évolution du nombre d'habitants est connue à travers les recensements de la population effectués dans la commune depuis 1793. Pour les communes de moins de 10 000 habitants, une enquête de recensement portant sur toute la population est réalisée tous les cinq ans, les populations de référence des années intermédiaires étant quant à elles estimées par interpolation ou extrapolation. Pour la commune, le premier recensement exhaustif entrant dans le cadre du nouveau dispositif a été réalisé en 2004.

En 2022, la commune comptait 68 habitants, en évolution de −19,05 % par rapport à 2016 (Marne : −1,19 %, France hors Mayotte : +2,11 %).
| 1793 | 1800 | 1806 | 1821 | 1831 | 1836 | 1841 | 1846 | 1851 |
| ---- | ---- | ---- | ---- | ---- | ---- | ---- | ---- | ---- |
| 115  | 131  | 128  | 135  | 116  | 134  | 132  | 142  | 148  |

| 1856 | 1861 | 1866 | 1872 | 1876 | 1881 | 1886 | 1891 | 1896 |
| ---- | ---- | ---- | ---- | ---- | ---- | ---- | ---- | ---- |
| 152  | 153  | 146  | 152  | 143  | 135  | 124  | 114  | 116  |

| 1901 | 1906 | 1911 | 1921 | 1926 | 1931 | 1936 | 1946 | 1954 |
| ---- | ---- | ---- | ---- | ---- | ---- | ---- | ---- | ---- |
| 114  | 121  | 107  | 129  | 95   | 98   | 91   | 107  | 104  |

| 1962 | 1968 | 1975 | 1982 | 1990 | 1999 | 2004 | 2006 | 2009 |
| ---- | ---- | ---- | ---- | ---- | ---- | ---- | ---- | ---- |
| 92   | 97   | 86   | 68   | 70   | 54   | 62   | 69   | 74   |

| 2014 | 2019 | 2022 | - | - | - | - | - | - |
| ---- | ---- | ---- | - | - | - | - | - | - |
| 81   | 71   | 68   | - | - | - | - | - | - |

## Lieux et monuments
- Site gaulois[27], une partie de la collection fut achetée par le British Museum.
- Église d'origine romane, avec une cloche du XVIe siècle et une statue de saint Étienne du XVIIe siècle[27].

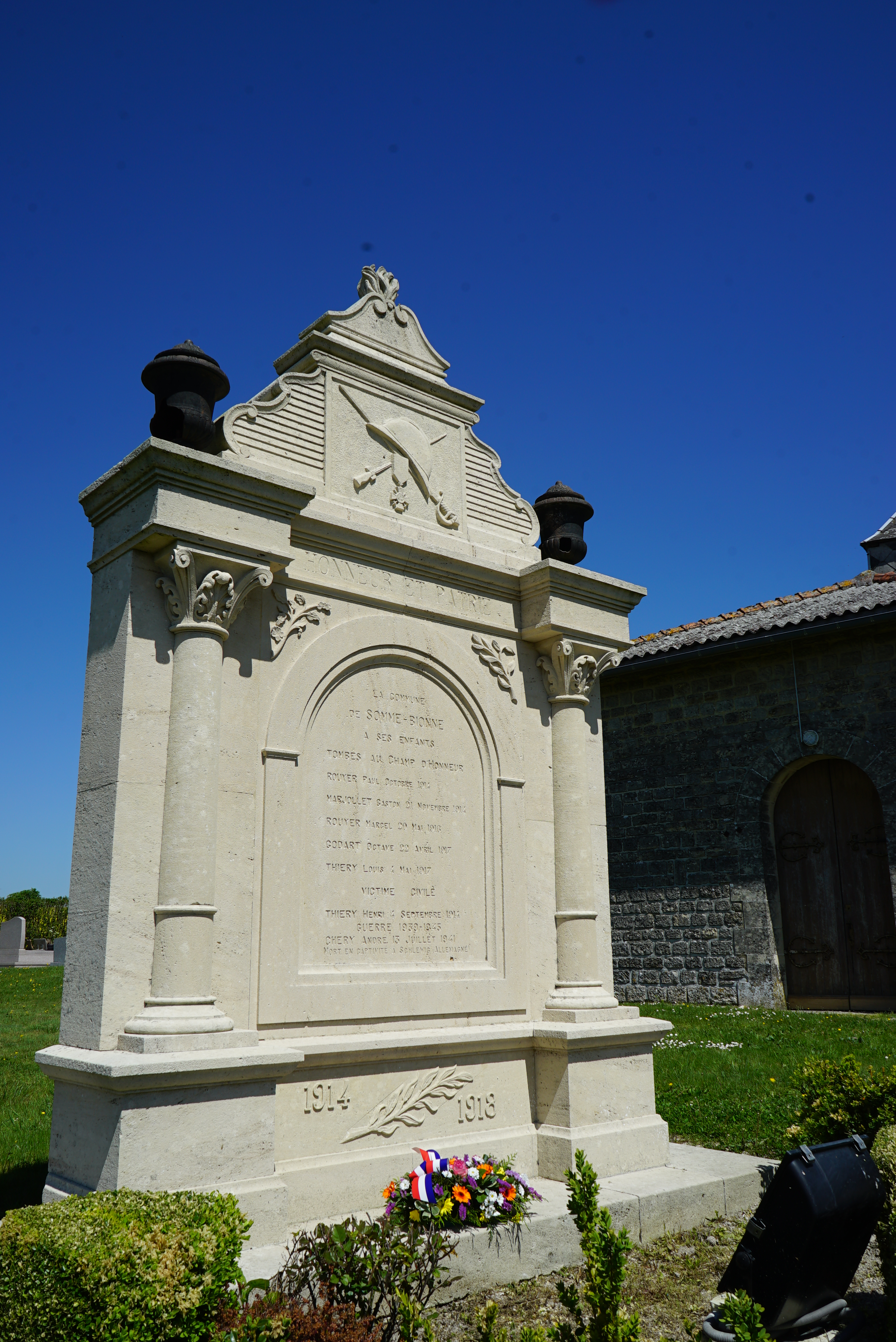
Le monument aux morts.
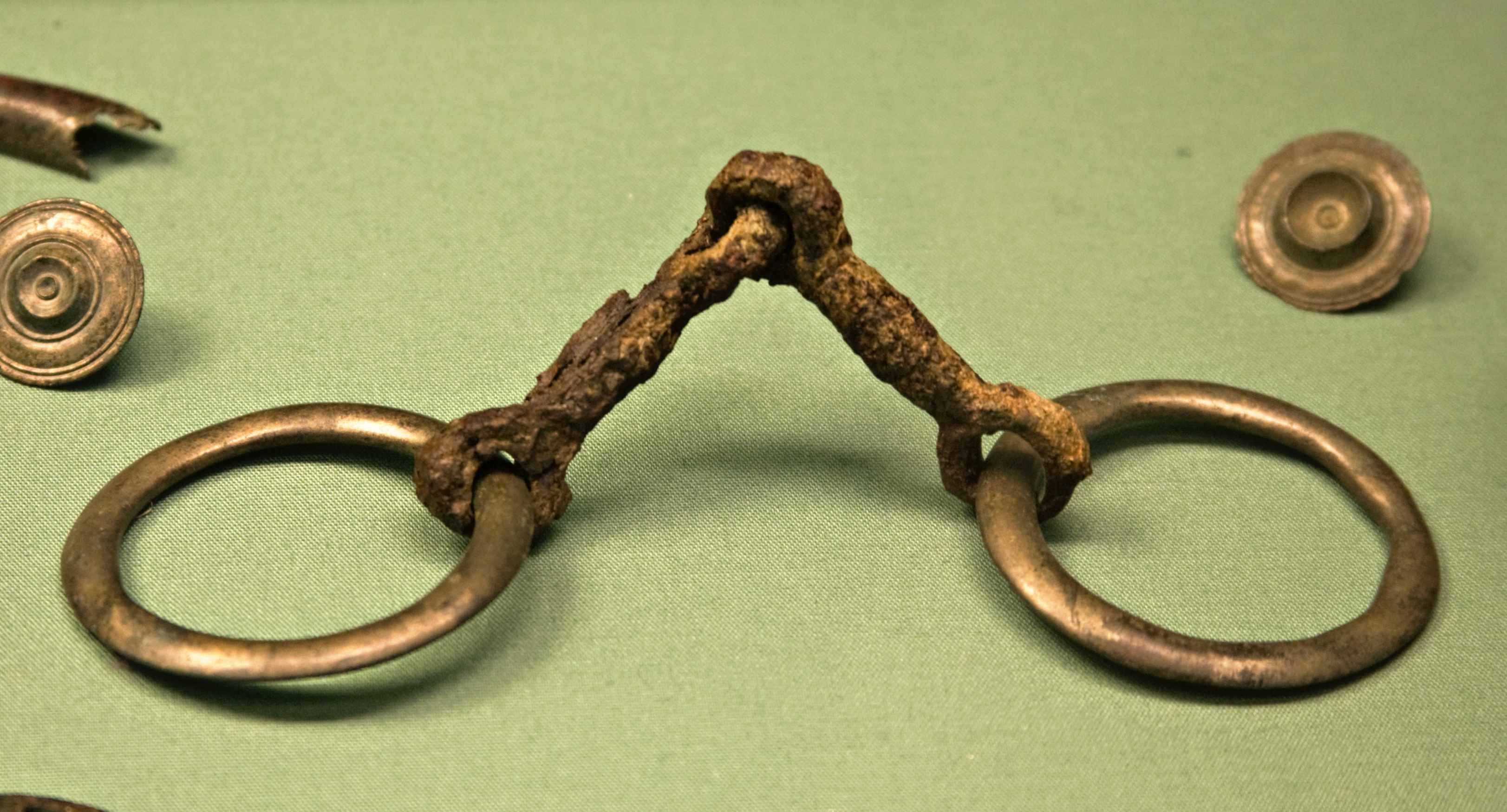
Mors au British Museum,
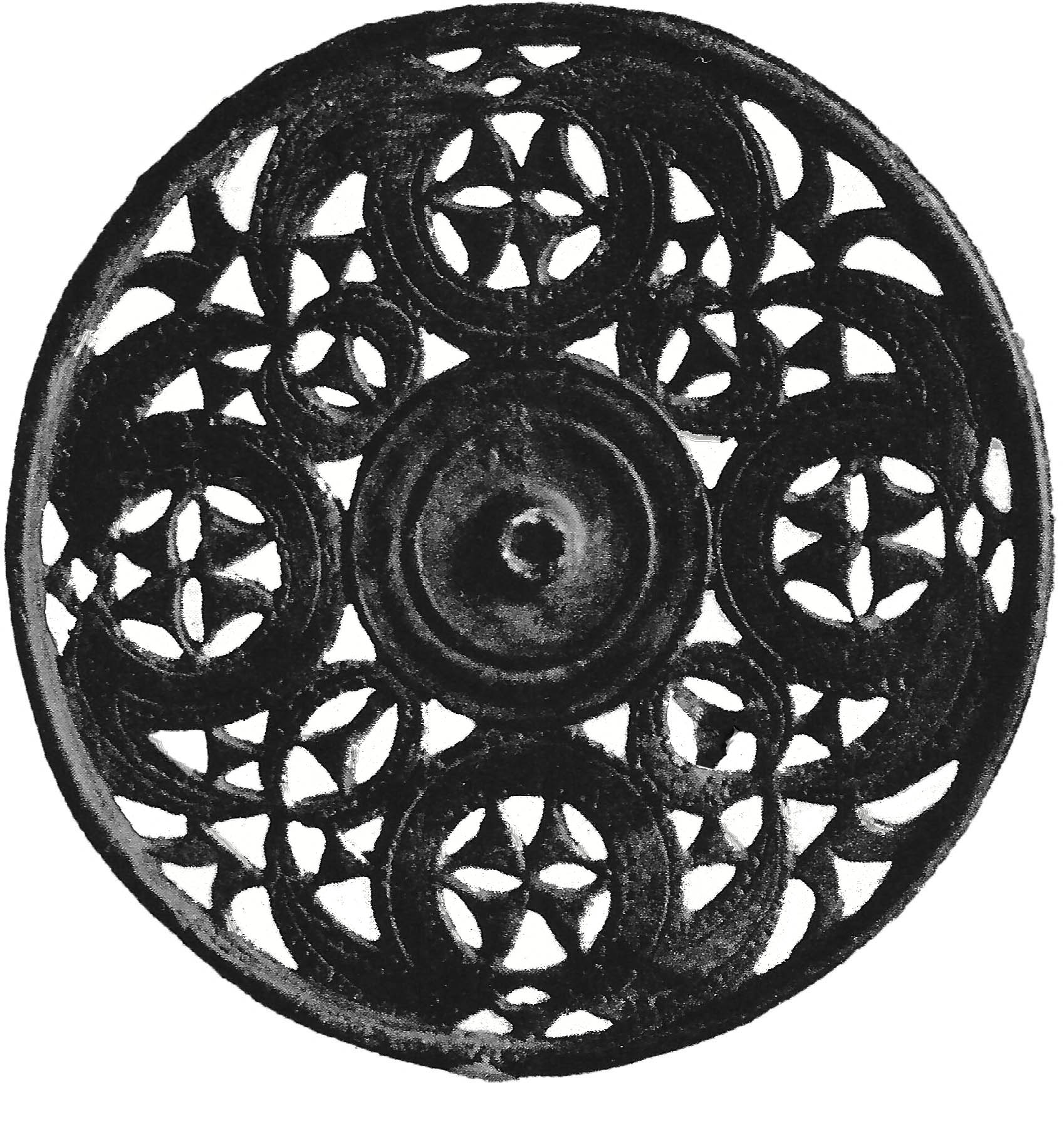
phalère du site de l'Homme mort,
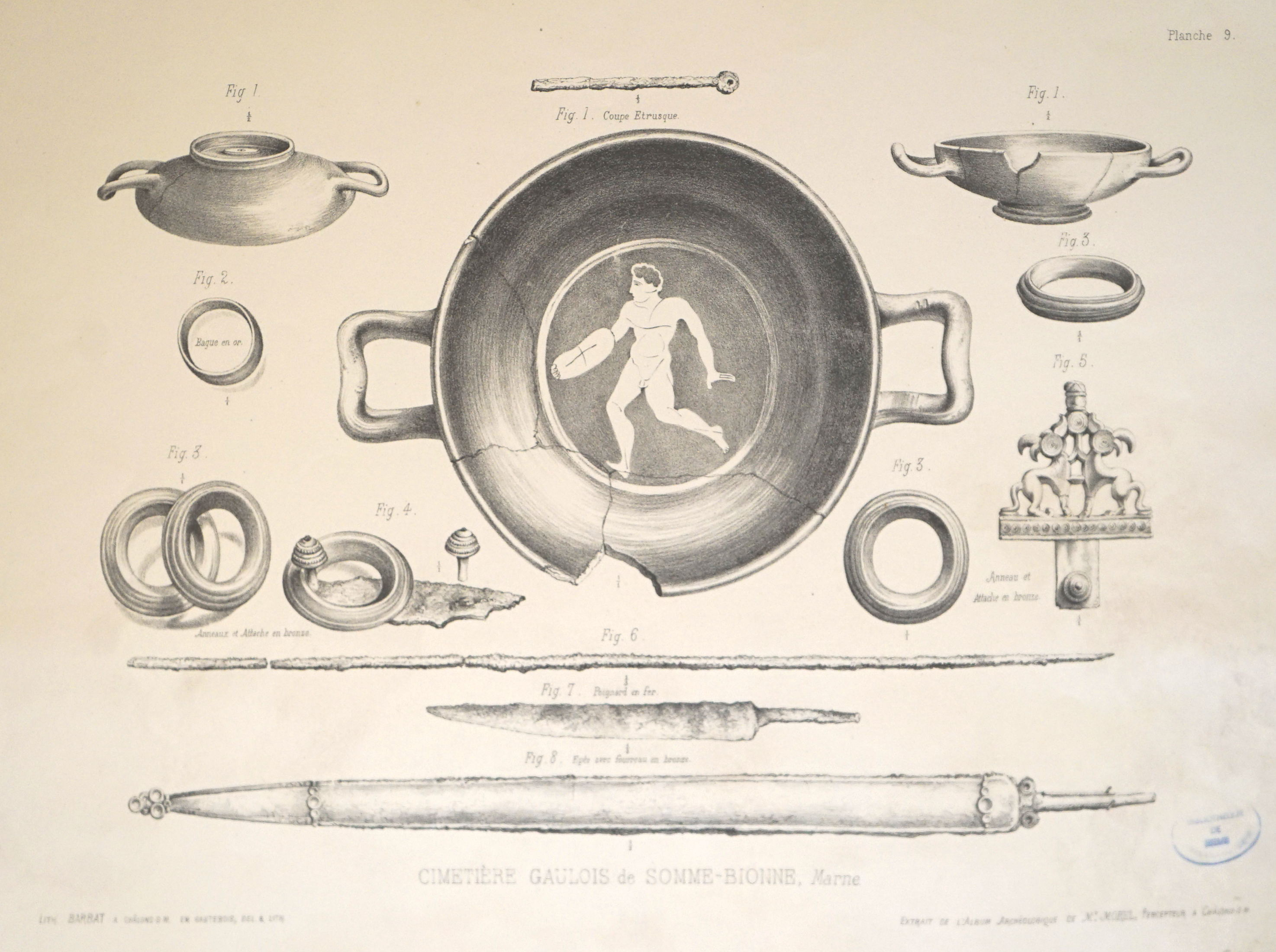
Inventaire.
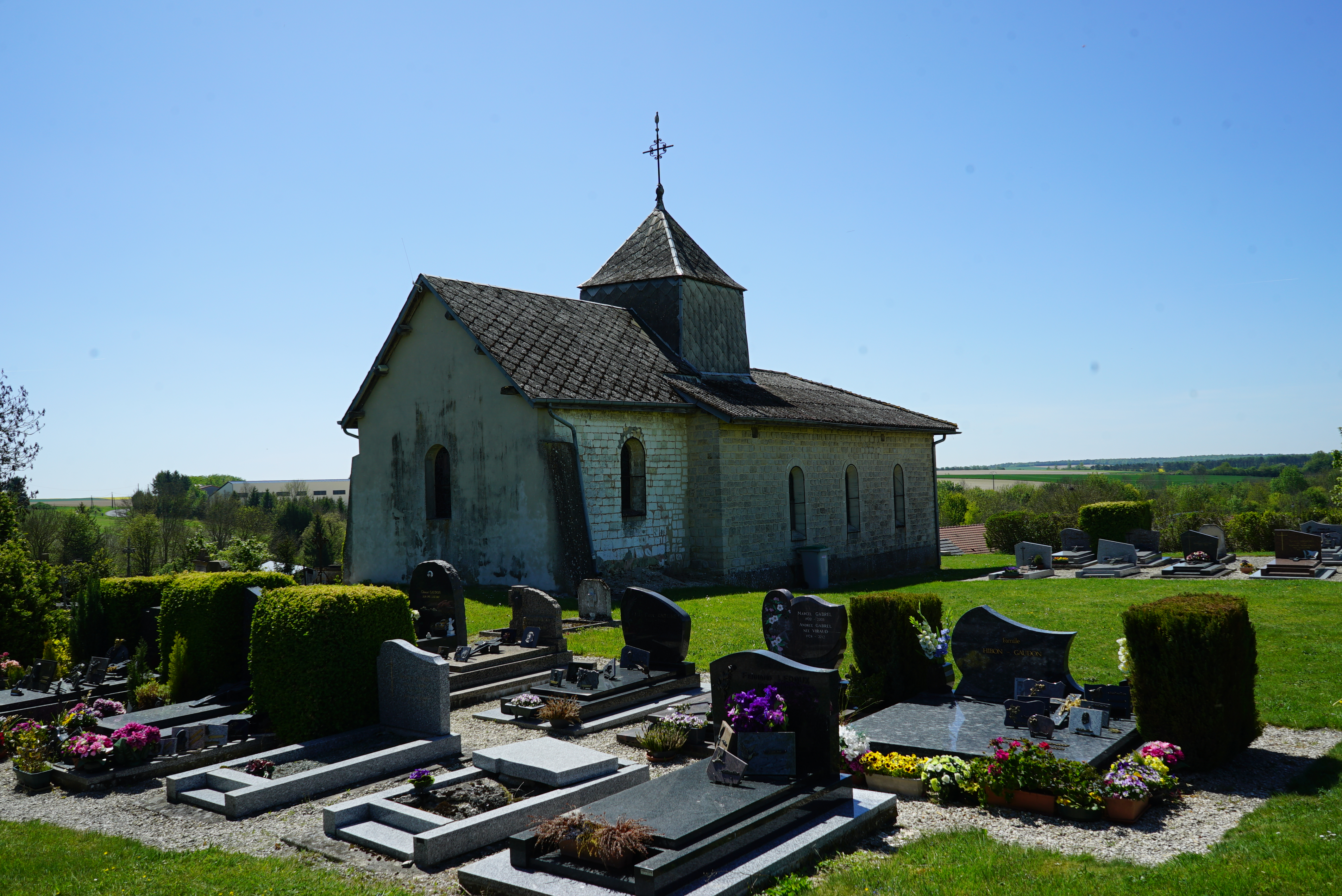
L'église et son cimetière.